# Mont Jiajin
Le mont Jiajin (chinois simplifié : 夹金山 ; chinois traditionnel : 夾金山 ; en pinyin : jiā jīn shān ; littéralement : « mont de la pince à or ») fait partie de la cordillère du Qionglai, à 250 km de Chengdu dans la province chinoise du Sichuan.

## Parc national du mont Jiajin
Le parc paysager du mont Jiajin (夹金山省級风景名胜区) a été décrété parc national en 1995. C'est l'un des sanctuaires des pandas géants du Sichuan.